# Karlovice (district de Bruntál)
Pour les articles homonymes, voir Karlovice.
Karlovice (en allemand : Karlsthal) est une commune du district de Bruntál, dans la région de Moravie-Silésie, en République tchèque. Sa population s'élevait à 998 habitants en 2021.

## Géographie
Karlovice se trouve dans la vallée de l'Opava du massif du Hrubý Jeseník, à 5 km à l'est-sud-est de Vrbno pod Pradědem, à 24 km au sud-est de Bruntál, à 19 km au nord-ouest d'Ostrava et à 87 km à l’est-nord-est de Prague.
La commune est limitée par Holčovice au nord, par Hošťálkovy à l'est, par Krasov et Široká Niva au sud, et par Vrbno pod Pradědem au sud-ouest et à l'ouest.

## Histoire
La première mention écrite de la localité date de 1558.

## Galerie

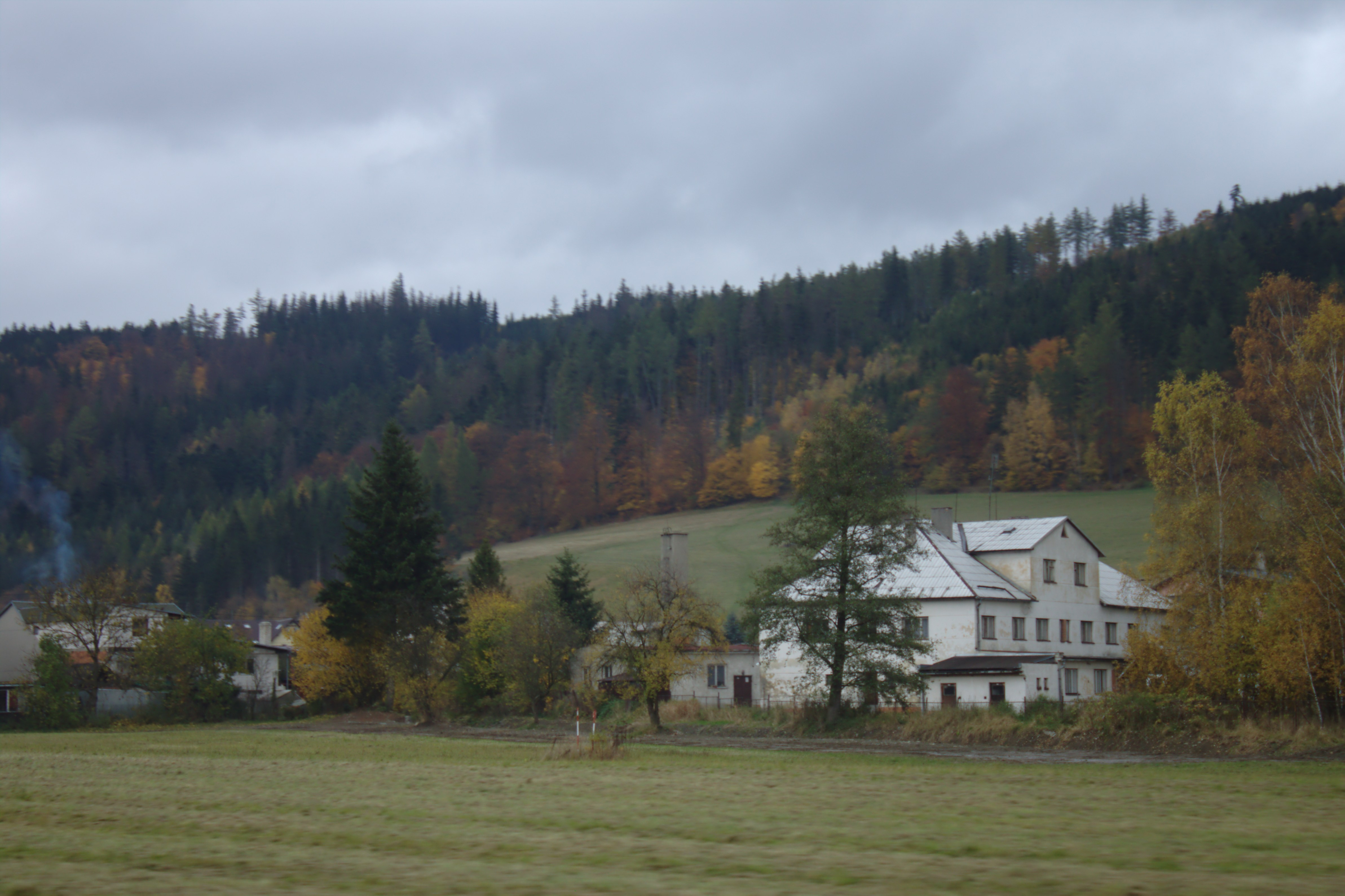
Maisons à Nové Purkartice.
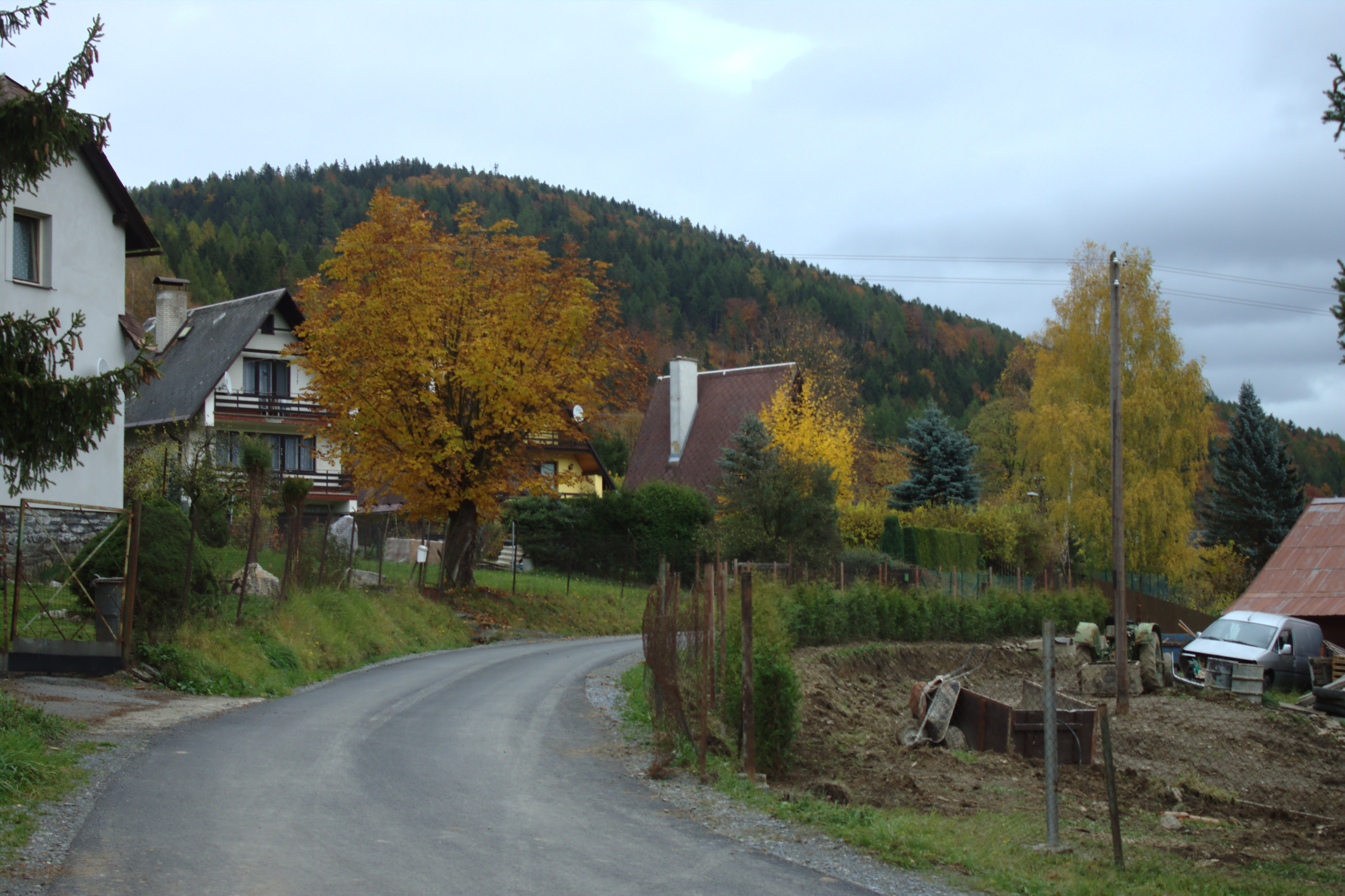
Hameau de Zadní Ves.

## Administration
La commune se compose de deux quartiers :
- Karlovice
- Zadní Ves

## Transports
Par la route, Karlovice se trouve à 5 km de Vrbno pod Pradědem, à 19 km de Bruntál, à 91 km d'Ostrava et à 276 km de Prague.